# José Montiel
José Arnulfo Montiel (Itaguá, 19 maart 1988) is een Paraguayaanse profvoetballer die sinds 2015 onder contract staat bij Club Nacional. Hij is een offensieve middenvelder.

## Carrière
- 2005-2006: Olimpia Asunción
- 2006-2007: Udinese Calcio
- 2007-... : Reggina Calcio
  - 2008-2009: Politehnica Iaşi (huur)
  - 2009-2010: CA Tigre (huur)

## Interlandcarrière
Montiel speelde zijn eerste interland op 8 oktober 2005 tegen Venezuela. Hij maakt deel uit van de selectie voor het WK voetbal 2006 en speelde in totaal negen interlands, waarin hij niet tot scoren kwam. Na het WK in Duitsland werd hij door Udinese overgenomen.